# Brun trädbasbagge
Brun trädbasbagge (Sphaeriestes reyi) är en skalbaggsart som först beskrevs av Abeille de Perrin 1874.  Brun trädbasbagge ingår i släktet Sphaeriestes, och familjen trädbasbaggar. Enligt den svenska rödlistan är arten sårbar i Sverige. Arten förekommer i Götaland, Gotland, Öland, Svealand och Nedre Norrland. Artens livsmiljö är skogslandskap, jordbrukslandskap.